# Hypotrachyna endochlora
Hypotrachyna endochlora är en lavart som först beskrevs av William Allport Leighton och fick sitt nu gällande namn av Hale. 
Hypotrachyna endochlora ingår i släktet Hypotrachyna och familjen Parmeliaceae.   Inga underarter finns listade i Catalogue of Life.